# James Dean: The First American Teenager
James Dean: The First American Teenager és una pel·lícula documental estatunidenca de 1976 sobre l'actor James Dean amb entrevistes amb molts dels amics i coprotagonistes de Dean, dirigida per Ray Connolly.
La pel·lícula va ser produïda per ZIV International i distribuïda per Walt Disney Studios Motion Pictures.